# Бубало, Никола
Никола Бубало (серб. Никола Бубало; 15 февраля 1921, Решетар — февраль 1943, около Мостара) — югославский шахтёр и партизан времён Народно-освободительной войны Югославии, Народный герой Югославии.

## Биография
Родился 15 февраля 1921 года в деревне Решетар. Работал с 1939 года на шахте Трепча.
В партизанском движении с 1941 года, вступил в Копаоникский отряд. С ноября 1941 года политрук роты отряда. 21 декабря 1941 зачислен в 1-ю пролетарскую ударную бригаду в состав Рударской роты. Занимал должность помощника политрука Раде Миличевича.
В феврале 1943 года Кралевский батальон вёл бои на дороге Сараево-Мостар. В один из таких дней Никола Бубало во время штурма немецких окопов подорвался на мине и погиб.
20 декабря 1951 посмертно награждён орденом и званием Народного героя Югославии.